# 博士（経済学）
博士（経済学）（はくし けいざいがく）は、博士の学位であり、経済学に関する専攻分野を修めることによって、日本で授与されるものである。
1991年以前の日本では、経済学博士（けいざいがくはくし）という博士の学位が授与されており、経済学博士は、現在の「博士（経済学）」とほぼ同じものである。大学院によっては、博士（経済学）の中に、博士（経営学）や博士（商学）の対象とする研究領域を含んでいる場合が多い。
経済学博士は、1920年（大正9年）の学位令改正により追加された。それ以前は、法学博士の中に経済学の研究に関するものが含まれていた。日本で初めて経済学博士を授与されたのは、寺島成信（1923年。授与機関は東京帝国大学）である。
英語圏においては、各国による学位制度に違いがあるものの、Doctor of Philosophy (Ph.D.) の一部と Doctor of Economics が、経済学博士に相当する。
日本で授与された博士（経済学）の英語での表記方法としては、Doctor of Philosophy in Economicsが一般的である。